# Funa
Funa var till den administrativa reformen 2015 ett distrikt i Kinshasa. Det omfattade stadsdelarna (franska: communes) Bandalungwa, Bumbu, Kalamu, Kasa-Vubu, Makala, Ngiri-Ngiri och Selembao.